# Nina Łemesz
Nina Petriwna Łemesz (ukr. Ніна Петрівна Лемеш, ur. 31 maja 1973 w Nowoseliwce w obwodzie czernihowskim) – ukraińska biathlonistka, trzykrotna medalistka mistrzostw świata.

## Kariera
W Pucharze Świata zadebiutowała 8 grudnia 1994 roku w Bad Gastein, zajmując 19. miejsce w biegu indywidualnym. Tym samym już w debiucie zdobyła pierwsze punkty. Jedyny raz na podium zawodów pucharowych stanęła 17 stycznia 1998 roku w Anterselvie, wygrywając rywalizację w sprincie. Wyprzedziła tam na podium Rosjankę Swietłanę Iszmuratową i Magdalenę Wallin ze Szwecji. Najlepsze wyniki osiągnęła w sezonie 1998/1999, kiedy zajęła 17. miejsce w klasyfikacji generalnej.
Podczas mistrzostw świata w Ruhpolding w 1996 roku wspólnie z Tetianą Wodopjanową, Ołeną Petrową i Ołeną Zubryłową zajęła drugie miejsce w biegu drużynowym. W tym samym składzie Ukrainki zdobyły brązowe medale w sztafecie na mistrzostwach świata w Oslo/Lahti w 2000 roku oraz rozgrywanych rok później mistrzostwach świata w Pokljuce. Była też między innymi ósma w sprincie podczas mistrzostw świata w Osrblie w 1997 roku. Ponadto sześciokrotnie zdobywała medale mistrzostw Europy w tym złoty w sprincie na mistrzostwach Europy w Langdorf w 2006 roku.
W 1998 roku wystartowała na igrzyskach olimpijskich w Nagano, zajmując w swoim jedynym starcie 21. miejsce w sprincie. Na rozgrywanych cztery lata później igrzyskach w Salt Lake City plasowała się na 47. pozycji w sprincie i 10. w sztafecie. Brała też udział w igrzyskach olimpijskich w Turynie w 2006 roku, gdzie zajęła 50. miejsce w sprincie, 41. w biegu pościgowym i 11. w sztafecie.

## Osiągnięcia

### Igrzyska olimpijskie
| Rok  | Miejscowość    | Konkurencje | Konkurencje | Konkurencje | Konkurencje | Konkurencje | Konkurencje | Konkurencje |
| Rok  | Miejscowość    | IN          | SP          | PU          | MS          | RL          | MR          | SR          |
| ---- | -------------- | ----------- | ----------- | ----------- | ----------- | ----------- | ----------- | ----------- |
| 1998 | Nagano         | –           | 21.         | nd.         | nd.         | –           | nd.         | –           |
| 2002 | Salt Lake City | –           | 47.         | DNS         | nd.         | 10.         | nd.         | –           |
| 2006 | Turyn          | –           | 50.         | 41.         | –           | 11.         | nd.         | –           |

### Mistrzostwa świata
| Rok  | Miejscowość      | Konkurencje | Konkurencje | Konkurencje | Konkurencje | Konkurencje | Konkurencje | Konkurencje |
| Rok  | Miejscowość      | IN          | SP          | PU          | MS          | RL          | MR          | SR          |
| ---- | ---------------- | ----------- | ----------- | ----------- | ----------- | ----------- | ----------- | ----------- |
| 1995 | Anterselva       | 26.         | 22.         | nd.         | nd.         | 5.          | nd.         | –           |
| 1996 | Ruhpolding       | –           | –           | nd.         | nd.         | –           | nd.         | –           |
| 1997 | Osrblie          | –           | 8.          | 37.         | nd.         | –           | nd.         | –           |
| 1998 | Pokljuka         | nd.         | nd.         | 43.         | nd.         | nd.         | nd.         | –           |
| 1999 | Kontiolahti/Oslo | 27.         | 16.         | 19.         | 11.         | 5.          | nd.         | –           |
| 2000 | Oslo/Lahti       | –           | 52.         | DNF         | –           | 3.          | nd.         | –           |
| 2001 | Pokljuka         | –           | 17.         | 18.         | –           | 3.          | nd.         | –           |
| 2002 | Oslo             | nd.         | nd.         | nd.         | 20.         | nd.         | nd.         | –           |
| 2004 | Oberhof          | –           | 43.         | 55.         | –           | 4.          | nd.         | –           |
| 2005 | Hochfilzen       | –           | 40.         | 40.         | –           | 7.          | nd.         | –           |
| 2005 | Chanty-Mansyjsk  | nd.         | nd.         | nd.         | nd.         | nd.         | 7.          | –           |
| 2007 | Anterselva       | –           | 45.         | 35.         | –           | –           | –           | –           |

### Puchar Świata

#### Miejsca w klasyfikacji generalnej
| Sezon     | Miejsce |
| --------- | ------- |
| 1994/1995 | 33.     |
| 1995/1996 | 42.     |
| 1996/1997 | 37.     |
| 1997/1998 | 36.     |
| 1998/1999 | 17.     |
| 1999/2000 | 43.     |
| 2000/2001 | 38.     |
| 2001/2002 | 40.     |
| 2003/2004 | -       |
| 2004/2005 | 79.     |
| 2005/2006 | -       |
| 2006/2007 | 77.     |

#### Miejsca na podium chronologicznie
| Lp. | Dzień       | Rok  | Miejscowość | Konkurencja      | Lokata | Pudła | Czas biegu | Strata | Zwycięzca |
| --- | ----------- | ---- | ----------- | ---------------- | ------ | ----- | ---------- | ------ | --------- |
| 1.  | 17 stycznia | 1998 | Anterselva  | Sprint na 7,5 km | 1.     | 0+0   | 24:56,7    | –      | –         |